# 진지 만델라
진지스와 만델라(Zindziswa Mandela, 1960년 12월 23일 ~ 2020년 7월 13일)는 남아프리카 공화국의 외교관 · 시인이다.

## 생애
넬슨 만델라와 위니 마디키젤라만델라의 딸로 태어났다. 1970년대 말에 시인으로 활동했다. 1985년 케이프타운 대학교에서 법학 석사 학위를 받았다. 넬슨 만델라가 대통령이던 시절엔 이혼한 어머니 대신 퍼스트레이디 역할을 하기도 했다. 다만, 딸인 졸레카 만델라는 사회 활동가이다.